# Сферическая панорама

Сферическая панорама двора в эквидистантной проекции

Сферическая панорама (виртуальная панорама, 3D-панорама, фотосфера) — один из видов панорамной фотографии.
Предназначена в первую очередь для показа на компьютере (при помощи специального программного обеспечения).
В основе сферической панорамы лежит собранное из множества отдельных кадров изображение в сферической (эквидистантная, equirectangular, sphere) или кубической проекции. Характерной чертой сферических панорам является максимально возможный угол обзора пространства (360×180 градусов).
В связи с тем, что сферическая проекция вносит специфические искажения в изображение (особенно в верхней и нижней части), сферические панорамы практически никогда не демонстрируются в печатном виде или в виде обычного графического файла. Основным способом демонстрации является интерактивная визуализация. У зрителя создаётся иллюзия присутствия внутри сферы, на внутреннюю поверхность которой «натянуто» изображение окружающего пространства. При этом оптические искажения (сферические аберрации) не видны. К тому же, как правило, сферические панорамы наделяются инструментами управления просмотром, позволяющими изменять направление просмотра (вверх-вниз, вправо-влево), а также приближать или отдалять изображение. Благодаря всему этому зритель видит место, где производилась съёмка, так, как если бы находился там сам.

## Способы съёмки

### Фотоаппарат с панорамной штативной головкой
Сегодня съёмка сферической панорамы обычно происходит следующим образом. На штатив с установленной панорамной штативной головкой крепится камера. Делается ряд фотографий с одной точки с поворотом камеры на определённый градус после каждого снимка (минимальное количество кадров, необходимых для создания 3D-панорамы с конкретным набором оборудования, можно узнать из специальных таблиц). Отдельно, с вытянутых рук, снимается надир (нижняя точка сферической панорамы).
Так, например, при съёмке штатным объективом 18-55 мм при 28 мм ЭФР для создания одной панорамы требуется около 50 снимков (4 горизонтальных ряда по 12 кадров, кадр зенита и кадр надира).
Минимальный набор техники, необходимый для создания сферической панорамы таким способом — это цифровой фотоаппарат и компьютер со специальным программным обеспечением. Однако без ряда дополнительных приспособлений качественно снять и сшить сферические панорамы может быть затруднительно, а в ряде случаев и вовсе невозможно.
Фотографы-панорамисты пользуются следующими дополнительными приспособлениями:
- Штатив (тренога) — позволяет удерживать камеру в неподвижности во время съёмки.
- Панорамная штативная головка — позволяет вращать камеру вокруг нодальной точки во время съёмки, избегая тем самым воздействия эффекта параллакса.
- Беспроводной пульт дистанционного управления фотоаппаратом или спусковой тросик — позволяет избежать появления тени фотографа на панораме и шевелёнки фотоаппарата в условиях недостаточной освещённости.
- Широкоугольный объектив — позволяет делать меньшее количество кадров для одной панорамы и тем самым экономить время на съёмку и сборку панорам и ресурс затвора фотоаппарата.

### Планшетные компьютерыисмартфоныс гироскопом
Устройства с ОС Android версии 4.2 и выше, оснащённые гироскопом, имеют возможность съёмки и сшивки сферических панорам на лету. При съёмке программа запоминает направление и угол поворота устройства. На выходе получается панорама в эквидистантной проекции. В EXIF-тегах сохраняются координаты и азимут центральной точки панорамы.

### Камеры кругового обзора
На рынке существуют несколько моделей многообъективных камер, выдающих сферические панорамы.

### Сплотка из нескольких отдельных камер
Существуют конструкции, скрепляющие несколько камер типа GoPro или Xiaomi Yi.

## Программы для сборки сферических панорам
Сегодня существуют устройства (фотоаппараты, смартфоны, планшетные компьютеры), самостоятельно собирающие отснятые кадры в сферическую панораму. Однако единственным способом создания качественных панорам остаётся съёмка на цифровой фотоаппарат с последующей склейкой отдельных кадров в специальных компьютерных программах.

## Преобразование сферических панорам в кубическую проекцию

Сферическая панорама Токио в эквидистантной проекции

Панорама в кубической проекции

После сборки исходных фотографий в единое изображение сферическая панорама представляет собой эквидистантную проекцию. Иначе говоря, объёмное изображение как бы раскатано по плоскости. Эквидистантная проекция не интерактивна. Для удобного просмотра на экране компьютера её необходимо перевести в кубическую (VR) проекцию. Для экспорта 3D-панорамы в кубическую проекцию используют специальные программы — панорамные вьюеры.
Многие современные панорамные вьюеры позволяют также создавать виртуальные туры из сферических и цилиндрических панорам.

## Сферические панорамы в Википедии
Сферические панорамы можно загружать на Викисклад. Если в её описание добавить шаблон {{Pano360}}, то на её странице просмотра появится ссылка на вьюер.